# Diving Instructor World Association
Die Diving Instructor World Association (DIWA) ist eine international tätige Organisation für gewerblich tätige Tauchlehrer mit ca. 580 Mitgliedern. Sie wurde 1972 gegründet und hat ihren Hauptsitz in Costa Rica. Das europäische Büro befindet sich in Zwingenberg (Bergstraße).

## Geschichte
In den 1970er Jahren gab es in Deutschland fast nur Sportvereine, die im Tauchen ausbildeten. Gewerblich arbeitende Tauchlehrer konnten dem existierenden Verband nicht beitreten. Schon kurz nach der Gründung in Freiburg stellte sich heraus, dass dies nicht nur ein deutsches Problem war. In den USA fand die Ausbildung von Tauchern schon seit längerem in gewerblichen Tauchschulen statt. DIWA wurde international und die erste Organisation, die kommerzielle Tauchausbildungen in Europa anbot. Der Sitz wurde in die Schweiz verlegt und später nach Costa Rica. Im Jahre 2013 wurde DIWA wieder in Zwingenberg/Hessen gewerblich angemeldet und hat bis heute sein Hauptquartier wieder hier in Deutschland.
DIWA hat in der Vergangenheit mehrfach den Antrag um Aufnahme in die CMAS gestellt. Dieser wurde jedes Mal mit der Begründung abgelehnt, dass DIWA international tätig sei und nur national tätige Verbände aufgenommen werden könnten.
Die Diving Instructor World Association ist Gründungsmitglied der internationalen Kammer (ICD) für technisches und kommerzielles Tauchen. Deren Inhalte entsprechen den Anforderungen der CAN Vorschriften, den Europäischen Normen EN 14153, EN 14413 und seit 2007 den ISO-Normen ISO 24801 und ISO 24802.
Per 13. Oktober 2013 übernahm Wilfried Dickes als neuer Eigentümer DIWA International. Der Gründer und langjährige Eigentümer, Rolf Jedlitzke, trat in den Ruhestand.

## Tauchausbildung für Sporttaucher

### Basic Diver (BD)
- Entspricht der Norm ISO 24801-1[3] (Supervised Diver)
- ab 12 Jahren
- Grundausbildung im Tauchen. Ausbildung findet im Schwimmbad statt. Wird die Ausbildung in einem offenen Gewässer durchgeführt, so sollte das Gewässer in Temperatur und Sichtweite einem Schwimmbad entsprechen.
- In der theoretischen Prüfung werden vor allem die für Taucher wichtigen Grundlagen in Physik, Chemie, Biologie und Umweltfragen geprüft. In der praktischen Prüfung wird die sichere Handhabung der Ausrüstung über und unter Wasser abgefragt.

### Open Water Diver (OWD)
- Entspricht der Norm ISO 24801-2[4] (Autonomous Diver)
- ab 14 Jahren
- Ausbildung findet im offen Gewässer statt.
- Prüfung: Wenn bereits eine Basic Diver Prüfung vorliegt, nur praktische Prüfung, ähnlich die des Basic Divers, nur intensiver. Prüfung auch in kalten Gewässern und bei eingeschränkter Sicht.
- Anmerkung: Häufig wird die Basic Diver Ausbildung übersprungen und gleich die Open Water Ausbildung durchgeführt.

### Master Scuba Diver (MSD)
- ab 16 Jahren
- Mindestens 30 Tauchgänge (TG) nach Abschluss OWD Ausbildung, davon 10 TG auf tiefer als 20 m. Erfolgreiche Teilnahme an 4 Spezialkursen: Tieftauchen, Gruppenführung und Orientierung sowie zusätzlich die Ausbildung in Herz-Lungen-Wiederbelebung und Erste-Hilfe-Ausbildung (nicht älter als 1 Jahr).
- Schwerpunktausbildung: Wiederholung der Tauchfertigkeiten, Tauchgangsvorbereitung, Tauchgangsberechnung, Wiederholtauchgänge, Sicherheitsmanagement

### Chief Scuba Diver (CSD)
- Entspricht der Norm ISO 24801-3[5] (Dive Leader)
- ab 16 Jahren
- Mindestens 50 TG nach Abschluss MSD Ausbildung, Teilnahme an 3 Spezialkursen: Rescue, Nachttauchen sowie zusätzlich der Wiederholung in Herz-Lungen-Wiederbelebung, Ersten Hilfe (nicht älter als 1 Jahr) und Sauerstoffgabe Ausbildung.
- Schwerpunktausbildung: Wiederholung der Tauchfertigkeiten, Gruppenführung bei Nacht,  Gruppeneinteilung unter Berücksichtigung der Qualifikation der Taucher, des Schwierigkeitsgrades des Tauchgewässers usw.

### Team Leader
- Entspricht weitgehend der Norm ISO 24801-3[5]
- ab 18 Jahren
- Mindestens 4 weitere Spezialkurse (Schwerpunkt Sicherheit).
- Schwerpunktausbildung: Wiederholung der Tauchfertigkeiten. Probeunterricht von Basic Diver und Open Water Diver unter Aufsicht eines Tauchlehrers (mind. CSI)
- Abnahmeberechtigung:
  - Basic Diver in Schulen und Vereine.
  - Ausbildungsunterstützung bei der Open Water Diver Ausbildung unter Aufsicht eines Tauchlehrers (mind. OWSI).
- Anmerkung: Der Team Leader stellt die nicht gewerbsmäßige äquivalent zum Assistant Instructor dar. Im Unterschied zum ASSI-TL ist der Team Leader in der Regel nicht über die gewerbliche Tauchschule bzw. über den Tauchlehrer haftungsrechtlich abgesichert (in Deutschland).

### Zusatzausbildungen
- Mixedgas Nitrox 1–2
- Mixedgas Gasblender
- Mixedgas SC Rebreather
- Apnoe 1–3
- Tauchen mit Behinderten
- Underwater Navigation (Orientierung)
- Rescue Diving (Tauchsicherheit, Rettung und Stressmanagement)
- Night Diving (Nachttauchen)
- Current-Drift Diving (Strömungstauchen)
- Wreck Diving (Wracktauchen)
- Deep Diving 1 (Tieftauchen)
- Team Manager (Gruppenführung)
- CPR-FA (Erste Hilfe inkl. Herz-Lungen-Wiederbelebung)
- O₂ Provider (normobare Sauerstoffgabe)
- Boat Diving (Bootstauchen)
- Dry Suit Diving (Trockentauchen)
- Mountain Lake Diving (Bergseetauchen)
- Unterwasser-Fotografie
- Dive Medicine (Tauchmedizin)
- Cavern Diving (Höhlentauchen)
- Eco Diving (ökologisches Tauchen)
- Luft-Kompressor, Bedienung und Wartung
- Technik der Tauchausrüstung

### Tauchlehrerausbildung
Die Ausbildung aller Instructoren erfolgt während eines 9-tägigen International Training Course (ITC). Die verantwortliche Leitung obliegt dem Vertreter der DIWA International. Es werden nicht nur tauchspezifische Themen von erfahrenen Instructor Trainern unterrichtet, auch die in der Aus- und Weiterbildung befindlichen Instructoren (bewertete) sind in die Lehre eingebunden.
Inhalte sind neben den theoretischen auch die konditionellen und taucherischen Fertigkeiten. Besonders hoher Stellenwert wird dabei auf Sicherheit und Umweltverhalten im Tauchbetrieb gelegt. Die standardisierten Ausbildungsverfahren werden mit den individuellen Erfahrungen und Vorstellungen der einzelnen Teilnehmer gelehrt und vermittelt. Dadurch ist es möglich, dass Methoden und Inhalte immer wieder angepasst und permanent verbessert werden.
Die Tauchlehrerausbildung endet mit einer schriftlichen Klausur (Physik, Medizin, Ausrüstung, Tauchverfahren, Umwelt) sowie der mündlichen Prüfung in Seemannschaft, Medizin, Ausrüstung und Administration. Eine Bewertung der Leistungen der Teilnehmer erfolgt durch die anwesenden Instructor Trainer in jeder Phase der Ausbildung, in Theorie, Praxis und psychische und physiologische Verfassung. Diese werden mit den schriftlichen und mündlich erbrachten Leistungen abschließend zusammengeführt. Grundsätzlich sind zusätzlich Beobachter der ICD bei der Tauchlehrerausbildung anwesend.
Cross-Over Verfahren, für zertifizierte Instructoren anderer Tauchausbildungsorganisationen, sind im Einzelnen zusätzlich festgelegt und werden auf Bedarf auch außerhalb der festgelegten Instructorenausbildung durchgeführt.

#### Ausbildungsstufen für Tauchlehrer

##### Assistant Instructor
- entspricht der Norm ISO 24802-1[6]
- Abnahmeberechtigung:
  - Basic Diver
- Ausbildungskriterien:
  - Theoretische Unterweisung, Praxis und Prüfungsvorbereitung OWD und MSD.
  - Teilnahme am Unterricht eines Tauchlehrers bis CSD.
  - Ausarbeitung oder Korrektur von Theorie-Prüfungen.
  - Instandhaltung der Ausrüstung in Tauchschule oder Ausbildungsbetrieb, z. B. Automatenwartung, Instandsetzung und Überprüfung etc.
  - Bootsführung mit Tauchgruppen unter Berücksichtigung der örtlichen Gegebenheit, Wind, Tauchgewässer und Beschaffenheit, Strömung etc.
  - Seemannschaft (Besonderheiten, Knoten usw.).
  - Versorgung Unterbringung und Betreuung der Taucher vor und nach dem Tauchen.
  - Füllen der DTG, Beschaffung der Ausrüstung und Aufbewahrung der Gästeausrüstung.

#### Open Water Scuba Instructor (OWSI) – ICD A1
- entspricht der Norm ISO 24802-2[7]
- Abnahmeberechtigt:
  - Open Water Diver (OWD) zusätzlich der erworbenen Spezial-Abnahmeberechtigungen.
- Ausbildungskriterien:
- Neben den theoretischen Präsentation in Kurzreferaten und Vorträgen, die Anwendung der vorgegebenen Ausbildungsmaterialien auch die konditionelle Überprüfung und gezielte Trainingsarbeit, sowie in der Praxis:
  - Alle Verfahren der Tauchausbildung in Demonstrationsqualität.
  - Wechselatmung in einer Gruppe (bis zu 5 Tauchern)
  - Führen von Gruppen mit Orientierungs- und Kompasspeilungsaufgaben,
  - Vorbereitung und Organisation von Nachtauchgängen mit anschließender Durchführung als Gruppenführer,
  - Praktische Lehrproben in ABC und Geräte, am Pool oder Freigewässer
  - Durchführen eines Schnuppertauchgang und 1. Freigewässertauchgangs.
  - Zusätzlich die Inhalte der angestrebten Spezialausbildungen.

#### Master Scuba Instructor (MSI) – ICD A2
- Abnahmeberechtigt:
  - Open Water Diver (OWD) bis Chief Scuba Diver (CSD) zusätzlich der erworbenen Spezial-Abnahmeberechtigungen.
- Ausbildungskriterien:
- Neben den theoretischen Präsentation in Kurzreferaten und Vorträgen auf gehobenem Niveau, die Anwendung der vorgegebenen Ausbildungsmaterialien auch die konditionelle Überprüfung und gezielte Trainingsarbeit, sowie in der Praxis zu den gehobenen Vorgaben der OWSI Ausbildung:
  - 1 Tag Kompass
    - Schulung von Instructoren im Kompasstauchen, theoretische Vorbereitung, Kurs legen, Prüfungsfragen erstellen und korrigieren, Ergebnisvorlage bei der Kommission.

  - 1 Tag Rescue
    - Schulung von Instructoren in Special Rescue mit Demonstration von Hilfsmaßnahmen, z. B. Verhalten unter sowie Maßnahmen über Wasser mit Rettungskette.
    - Transport, Beobachtung, Organisation, der Rettungskette.
    - Unfallbericht, Gerätesicherung, Luftinhalt, Tauchzeit und Tiefe etc.
    - Sauerstoffversorgung mit vorhandenen Möglichkeiten unter Berücksichtigung von Unfallsymptomen.

#### Chief Scuba Instructor (CSI) – ICD A2
- Abnahmeberechtigt:
  - Ausbilder von OWD bis Assistant Instructor mit der im Pass bestätigt und absolvierten Spezialabnahmeberechtigungen, sowie der nach bestandener Prüfung durch die Prüfungskommission bestätigten, angenommen und gemeldeten Ausbildung. Er ist somit Ausbilder für Taucher, kann als Prüfer von Tauchlehrern eingesetzt werden und unter der Leitung eines Course Director, in Absprache mit dem HQ Tauchlehrerausbildungen, organisieren.
- Ausbildungskriterien:
  - Aktive Mitarbeit in der Ausbildungs- und Verbandsarbeit. Neben der den theoretischen Präsentation in Kurzreferaten und Vorträgen auf gehobenem Niveau, die Anwendung der vorgegebenen Ausbildungsmaterialien auch die konditionelle Überprüfung und gezielte Trainingsarbeit, sowie in der Praxis den gehobenen Ansprüchen der Tauchlehrerausbildung entsprechend:
    - Beispielhaftes Persönlichkeitsbild
    - Vorbildliches Verhalten.
    - Vorbildliche Gestaltung des Unterrichts. Vorträge.
    - Referate von ca. 40 Minuten Zeitdauer mit einer Vorbereitung von jeweils 1 Stunde.
    - Referate und Inhalte müssen ein hohes Niveau haben, müssen der Weiterbildung der Kandidaten dienen und ein überdurchschnittliches Fachwissen in Theorie und Praxis vermitteln.

#### Course Director (CD) – ICD A2
- Abnahmeberechtigt:
  - Ausbilder und Prüfer für Taucher und Instructoren, bis CSI und Spezialausbildungen in seinem als Prüfer erworbenen Fachgebiet. Er ist berechtigt in Absprache mit dem HQ Tauchlehrerausbildung zu organisieren und abzuhalten.
- Ausbildungs- und Aufgabenkriterien:
  - 3 Jahre Arbeit als UA-Member Instructor mit positiven Beiträgen
  - Komplett ausgerüstete eigene Basis einschl. Unterrichtsraum und audio- und visuelle Unterrichtsmittel etc.
  - Als Mitglied, verantwortlicher Prüfer, der Prüfungskommission bei mind. 4 Tauchlehrerausbildungen.
  - Besuch eines Management Seminar oder Nachweis entsprechender beruflicher Qualifikation.
  - Teilnahme an einem Marketing/Pädagogik Seminar oder Nachweis entsprechender beruflicher Qualifikation.
  - Bearbeitung eines Themas oder Spezial nach Vorgabe HQ/EUC

Die Ernennung erfolgt auf schriftlichen Antrag an den Präsidenten und besonderen Vorschlag durch CSI-Kollegen. Der Bestätigung der Voraussetzungen und einer schriftlichen Loyalitätserklärung gegenüber DIWA International.
Die Ernennung wird im feierlichen Rahmen durch den Präsidenten vollzogen.

#### Teacher of Underwater Instructor (ToUWI College Instructor) – ICD A2
- Abnahmeberechtigt:
  - Ausbilder und Prüfer für Taucher und Instructoren, bis CSI und Spezialausbildung in seinem als Prüfer erworbenen Fachgebiet. Er ist berechtigt in Absprache mit dem HQ Tauchlehrerausbildungen zu organisieren und abzuhalten.
- Ausbildungs- und Aufgabenkriterien:
  - Repräsentation nach innen und außen.
  - Aktive Mitarbeit in der Verbands- und Ausbildungsarbeit.
  - Verantwortliche Führung und Unterstützung der Fachbereiche und den darin zusätzlich, gebildeten Arbeitsgruppen.
  - Regelmäßige Teilnahme und Unterstützung bei Veranstaltungen der DIWA International.
  - Durchführung von Weiterbildungsveranstaltungen im Auftrag und Rahmen der National Committees (z. B. EUC)

Die Ernennung des ToUWI erfolgt auf schriftlichen Antrag an den Präsidenten und besonderen Vorschlag durch 3 CSI und/oder ToUWI Kollegen. Weiterhin einer Bestätigung der Eignung, Erfüllung der Voraussetzungen und einer schriftlichen Loyalitätserklärung gegenüber DIWA International. Die Ernennung wird im feierlichen Rahmen durch den Präsidenten vollzogen.